# NK Vijfkamp Ereklasse 2018
Het 25e Nederlands kampioenschap biljarten in de spelsoort Meerkamp Ereklasse 2018 werd met Simonis Biljartlakens NK Biljartvijfkamp Ereklasse als officiële naam gespeeld van 28 maart  tot en met 1 april 2018 op 4 matchtafels. Het bestuur van KNBB Vereniging Carambole (KVC) schreef in juli 2017 een prijsvraag uit onder haar leden teneinde een nieuwe naam te kunnen presenteren voor deze editie. Uiteindelijk werd gekozen voor de naam NK Biljartvijfkamp. Het toernooi werd deze keer voor het eerst georganiseerd door KVC in samenwerking met Stichting Biljart Evenementen Nederland (BEN) 
Acht deelnemers, verdeeld over twee poules,  speelden in de poule een halve competitie. Een wedstrijd bestond uit 5 spelsoorten te weten:
* Libre (300 caramboles
* Ankerkader 47/2 (250) en 71/2 (200)
* Bandstoten (100)
* Driebanden (30 caramboles of max. 50 beurten met 40 seconden tijdklok).

De twee hoogst geklasseerde spelers per poule plaatsten zich voor de kruisfinale. De nummers 3 en 4 in de poules speelden knock-out tegen elkaar om de plaatsen 5 tot en met 8.

Tijdens deze Ereklassefinale werd voor het eerst bij een meerkamp, in de klassieke spelsoorten gespeeld met Super Aramith Tournament ballen (wit, geel, rood) in plaats van met Super Aramith De Luxe (wit, wit, rood). De spelsoort driebanden werd gespeeld met Super Aramith Pro Cup ballen.

Dit toernooi werd gelijktijdig gespeeld met de Masters Biljart Artistiek in dezelfde locatie.

## Kwalificatie voor het NK Biljartvijfkamp 2018
Spelers in de Ereklasse kregen punten toegekend aan behaalde klasseringen in de individuele NK’s Libre(L), Ankerkader 47/2 en 71/2, Bandstoten(B) en Driebanden(3B).

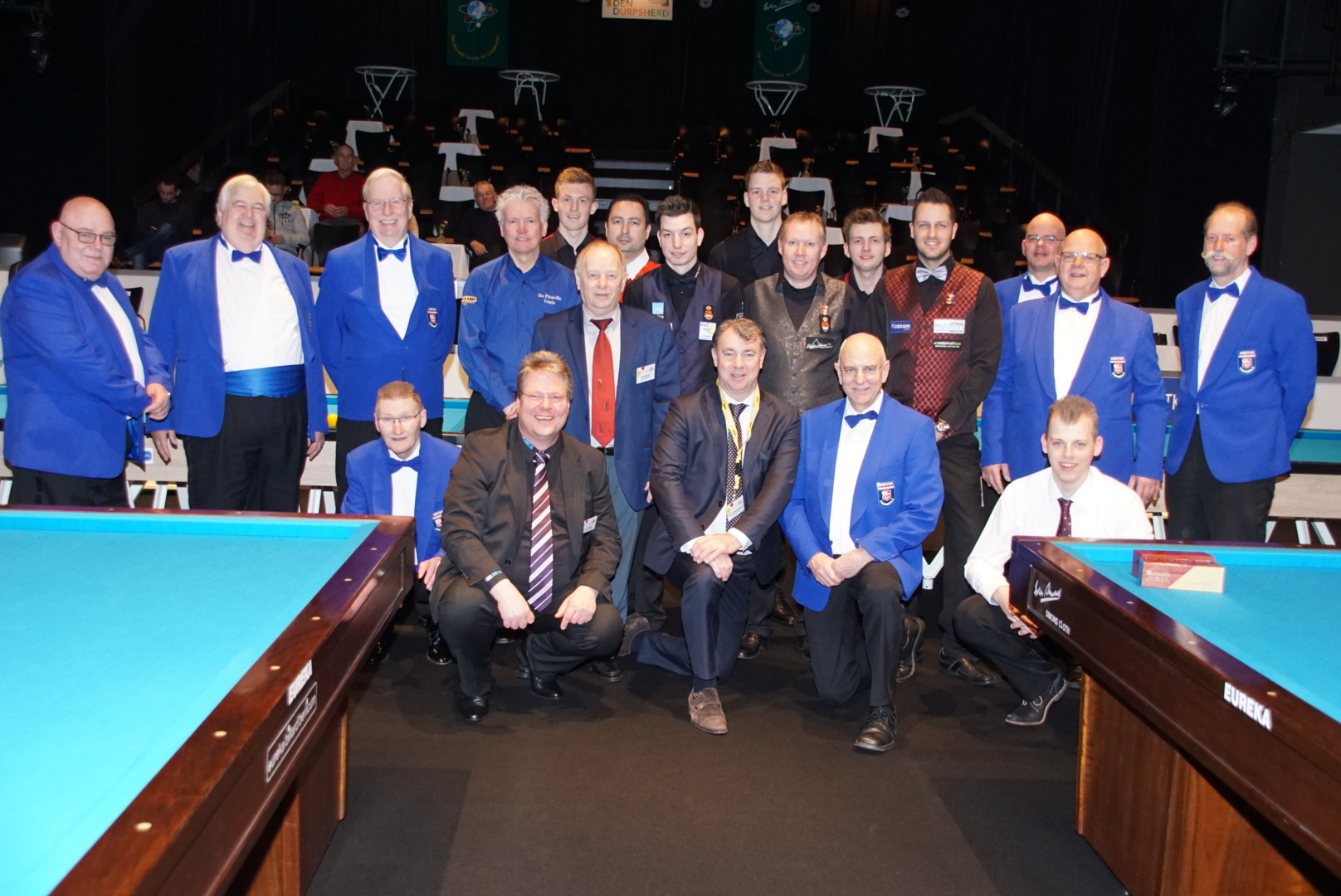
Deelnemers, arbiters en organisatie NK Biljartvijfkamp 2018

Op 25 februari  2018, na het NK Ereklasse Bandstoten, werd de onderstaande ranglijst opgemaakt. 
Bij een gelijk aantal behaalde punten werd de speler met het minste aantal deelnemingen hoger gekwalificeerd. Was ook dat gelijk, telde het proportioneel gemiddelde(PMOY, ook wel "gewogen" gemiddelde genoemd). Dit werd berekend door een vermenigvuldigingsfactor op het gemaakte aantal caramboles per spelsoort  toe te passen volgens de volgende factoren:
Libre x1,00; Ankerkader 47/2 x2,25; 71/2 x3,60; Bandstoten x12,86 en Driebanden x 90,00; 
en de uitkomst te delen door het aantal beurten zonder afronding (twee cijfers achter de komma). 
 Spelers in “rood” gaven te kennen niet te kunnen of willen deelnemen. Dave Christiani was reserve. Omdat Wiel van Gemert twee dagen voor aanvang verstek moest laten gaan, werd Christiani alsnog aan de deelnemerslijst toegevoegd.
| Ranglijst – KWALIFICATIE BILJARTVIJFKAMP 2018 | Ranglijst – KWALIFICATIE BILJARTVIJFKAMP 2018 | Ranglijst – KWALIFICATIE BILJARTVIJFKAMP 2018 | Ranglijst – KWALIFICATIE BILJARTVIJFKAMP 2018 | Ranglijst – KWALIFICATIE BILJARTVIJFKAMP 2018 | Ranglijst – KWALIFICATIE BILJARTVIJFKAMP 2018 | Ranglijst – KWALIFICATIE BILJARTVIJFKAMP 2018 | Ranglijst – KWALIFICATIE BILJARTVIJFKAMP 2018 | Ranglijst – KWALIFICATIE BILJARTVIJFKAMP 2018 | Ranglijst – KWALIFICATIE BILJARTVIJFKAMP 2018 |
| Kl.                                           | Naam speler                                   | L                                             | 47                                            | 71                                            | B                                             | 3B                                            | RPNT                                          | NK’s                                          | PMOY                                          |
| --------------------------------------------- | --------------------------------------------- | --------------------------------------------- | --------------------------------------------- | --------------------------------------------- | --------------------------------------------- | --------------------------------------------- | --------------------------------------------- | --------------------------------------------- | --------------------------------------------- |
| 1                                             | Michel van Silfhout                           |                                               | 20                                            | 36                                            | 50                                            |                                               | 106                                           | 3                                             | 113,462                                       |
| 2                                             | Sam van Etten                                 | 10                                            | 50                                            | 10                                            | 36                                            |                                               | 106                                           | 4                                             | 177,731                                       |
| 3                                             | Raymund Swertz                                |                                               | 36                                            | 50                                            | 6                                             | 8                                             | 100                                           | 4                                             | 161,116                                       |
| 4                                             | Dick Jaspers                                  |                                               |                                               |                                               |                                               | 50                                            | 50                                            | 1                                             | 196,290                                       |
| 5                                             | Jordy Jong                                    | 50                                            |                                               |                                               |                                               |                                               | 50                                            | 1                                             | 125,500                                       |
| 6                                             | Ferry Jong                                    | 36                                            | 10                                            |                                               |                                               |                                               | 46                                            | 2                                             | 105,725                                       |
| 7                                             | René Tull                                     | 8                                             | 8                                             | 6                                             | 20                                            |                                               | 42                                            | 4                                             | 93,653                                        |
| 8                                             | Gert-Jan Veldhuizen                           | 20                                            | 0                                             | 20                                            |                                               |                                               | 40                                            | 3                                             | 96,012                                        |
| 9                                             | Harrie van de Ven                             |                                               |                                               |                                               |                                               | 36                                            | 36                                            | 1                                             | 122,040                                       |
| 10                                            | Jos Bongers                                   |                                               | 20                                            | 4                                             | 10                                            |                                               | 34                                            | 3                                             | 94,578                                        |
| 11                                            | Wiel van Gemert                               | 0                                             | 0                                             | 20                                            | 8                                             |                                               | 28                                            | 4                                             | 98,634                                        |
| 12                                            | Jean van Erp                                  |                                               |                                               |                                               |                                               | 20                                            | 20                                            | 1                                             | 132,570                                       |
| 13                                            | Raimond Burgman                               |                                               |                                               |                                               |                                               | 20                                            | 20                                            | 1                                             | 109,350                                       |
| 14                                            | Dave Christiani                               |                                               |                                               |                                               | 20                                            | 0                                             | 20                                            | 2                                             | 107,871                                       |
| 15                                            | Hans Klok                                     | 20                                            | 0                                             |                                               |                                               |                                               | 20                                            | 2                                             | 68,830                                        |
| 16                                            | Micha van Bochem                              | 6                                             | 6                                             | 0                                             |                                               |                                               | 12                                            | 3                                             | 71,393                                        |
| 17                                            | Demi Pattiruhu                                | 4                                             | 0                                             | 8                                             | 0                                             |                                               | 12                                            | 4                                             | 71,254                                        |
| 18                                            | Jeffrey Jorissen                              |                                               |                                               |                                               |                                               | 10                                            | 10                                            | 1                                             | 126,270                                       |
| 19                                            | Dennis Timmers                                | 0                                             | 4                                             | 0                                             | 4                                             |                                               | 8                                             | 4                                             | 71,143                                        |
| 20                                            | Barry van Beers                               |                                               |                                               |                                               |                                               | 6                                             | 6                                             | 1                                             | 118,080                                       |
| 21                                            | Jean-Paul de Bruijn                           |                                               |                                               |                                               |                                               | 4                                             | 4                                             | 1                                             | 103,410                                       |
| 22                                            | Patrick Janssen                               | 0                                             |                                               |                                               |                                               |                                               | 0                                             | 1                                             | 56,810                                        |
| 23                                            | Eric Dericks                                  |                                               |                                               |                                               | 0                                             |                                               | 0                                             | 1                                             | 50,668                                        |
| 24                                            | Erik van der Linden                           | 0                                             |                                               |                                               |                                               |                                               | 0                                             | 1                                             | 44,590                                        |
| 25                                            | Ronald Filippo                                |                                               | 0                                             |                                               |                                               |                                               | 0                                             | 1                                             | 27,473                                        |
|                                               |                                               |                                               |                                               |                                               |                                               |                                               |                                               |                                               |                                               |

## Poule-indeling voor het hoofdtoernooi
| NK Biljartvijfkamp 2018 - DEELNEMERS | NK Biljartvijfkamp 2018 - DEELNEMERS | NK Biljartvijfkamp 2018 - DEELNEMERS | NK Biljartvijfkamp 2018 - DEELNEMERS |
| Poule A                              | SPELER                               | Poule B                              | SPELER                               |
| ------------------------------------ | ------------------------------------ | ------------------------------------ | ------------------------------------ |
| 1                                    | Michel van Silfhout                  | 1                                    | Sam van Etten                        |
| 2                                    | Ferry Jong                           | 2                                    | Raymund Swertz                       |
| 3                                    | René Tull                            | 3                                    | Gert-Jan Veldhuizen                  |
| 4                                    | Dave Christiani                      | 4                                    | Jos Bongers                          |
|                                      |                                      |                                      |                                      |

## Poulefase

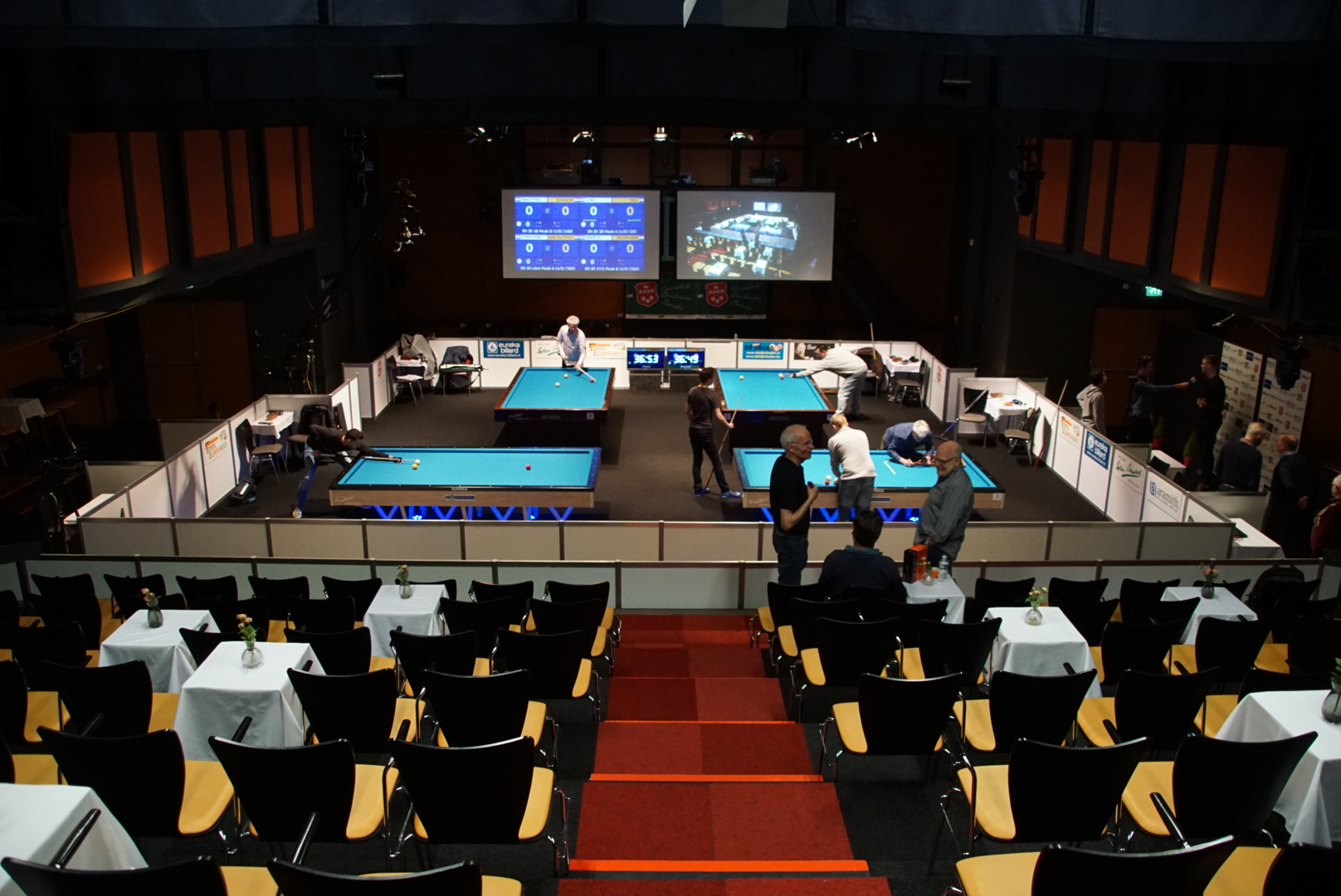
De speelzaal NK Biljartvijfkamp 2018 Berlicum

### Poule A
| EINDSTAND NK BILJARTVIJFKAMP - POULE A | EINDSTAND NK BILJARTVIJFKAMP - POULE A | EINDSTAND NK BILJARTVIJFKAMP - POULE A | EINDSTAND NK BILJARTVIJFKAMP - POULE A | EINDSTAND NK BILJARTVIJFKAMP - POULE A |
|                                        | SPELER                                 | MP                                     | PP                                     | PROP                                   |
| -------------------------------------- | -------------------------------------- | -------------------------------------- | -------------------------------------- | -------------------------------------- |
| 1                                      | Dave Christiani                        | 4                                      | 22                                     | 122,59                                 |
| 2                                      | Michel van Silfhout                    | 4                                      | 17                                     | 78,42                                  |
| 3                                      | René Tull                              | 2                                      | 12                                     | 62,35                                  |
| 4                                      | Ferry Jong                             | 2                                      | 9                                      | 54,35                                  |
|                                        |                                        |                                        |                                        |                                        |

### Poule B
| EINDSTAND NK BILJARTVIJFKAMP - POULE B | EINDSTAND NK BILJARTVIJFKAMP - POULE B | EINDSTAND NK BILJARTVIJFKAMP - POULE B | EINDSTAND NK BILJARTVIJFKAMP - POULE B | EINDSTAND NK BILJARTVIJFKAMP - POULE B |
|                                        | SPELER                                 | MP                                     | PP                                     | PROP                                   |
| -------------------------------------- | -------------------------------------- | -------------------------------------- | -------------------------------------- | -------------------------------------- |
| 1                                      | Raymund Swertz                         | 5                                      | 21                                     | 161,67                                 |
| 2                                      | Jos Bongers                            | 4                                      | 17                                     | 100,71                                 |
| 3                                      | Sam van Etten                          | 3                                      | 18                                     | 148,80                                 |
| 4                                      | Gert-Jan Veldhuizen                    | 0                                      | 6                                      | 103,71                                 |
|                                        |                                        |                                        |                                        |                                        |

## KO-Fase

### om de plaatsen 5 t/m 8
30 & 31 maart 2018
| Vijfkamp 2018 – Verliezerspoule 1 | Vijfkamp 2018 – Verliezerspoule 1 | Vijfkamp 2018 – Verliezerspoule 1 | Vijfkamp 2018 – Verliezerspoule 1 | Vijfkamp 2018 – Verliezerspoule 1 | Vijfkamp 2018 – Verliezerspoule 1 | Vijfkamp 2018 – Verliezerspoule 1 | Vijfkamp 2018 – Verliezerspoule 1 | Vijfkamp 2018 – Verliezerspoule 1 | Vijfkamp 2018 – Verliezerspoule 1 | Vijfkamp 2018 – Verliezerspoule 1 | Vijfkamp 2018 – Verliezerspoule 1 | Vijfkamp 2018 – Verliezerspoule 1 | Vijfkamp 2018 – Verliezerspoule 1 | 2 - 0               |
| SPELSOORT                         | SPELER                            | PP                                | CAR                               | MOY                               | HS                                | PROP                              | BRT                               | PROP                              | HS                                | MOY                               | CAR                               | PP                                | SPELER                            |                     |
| --------------------------------- | --------------------------------- | --------------------------------- | --------------------------------- | --------------------------------- | --------------------------------- | --------------------------------- | --------------------------------- | --------------------------------- | --------------------------------- | --------------------------------- | --------------------------------- | --------------------------------- | --------------------------------- | ------------------- |
| Libre                             |                                   | 2                                 | 300                               | 37,50                             | 212                               | 37,50                             | 8                                 | 22,37                             | 130                               | 22,37                             | 179                               | 0                                 |                                   | Libre               |
| Ankerkader 47/2                   | 2                                 | 200                               | 25,00                             | 87                                | 56,25                             | 8                                 | 47,81                             | 121                               | 21,25                             | 170                               | 0                                 | Ankerkader 47/2                   |                                   |                     |
| Ankerkader 71/2                   | 2                                 | 150                               | 21,42                             | 88                                | 77,14                             | 7                                 | 45,77                             | 49                                | 12,71                             | 89                                | 0                                 | Ankerkader 71/2                   |                                   |                     |
| Bandstoten                        | 2                                 | 100                               | 10,00                             | 65                                | 128,60                            | 10                                | 90,02                             | 27                                | 7,00                              | 70                                | 0                                 | Bandstoten                        |                                   |                     |
| Driebanden                        | 0                                 | 20                                | 0,444                             | 3                                 | 40,00                             | 45                                | 60,00                             | 4                                 | 0,666                             | 30                                | 2                                 | Driebanden                        |                                   |                     |
| René Tull                         | René Tull                         | René Tull                         | PROPMOY                           | PROPMOY                           |                                   | UITSLAG                           | UITSLAG                           | UITSLAG                           |                                   | PROPMOY                           | PROPMOY                           | Gert-Jan Veldhuizen               | Gert-Jan Veldhuizen               | Gert-Jan Veldhuizen |
| René Tull                         | René Tull                         | René Tull                         | 67,89                             | 67,89                             | 8-2                               | 8-2                               | 8-2                               | 53,19                             | 53,19                             |                                   |                                   | Gert-Jan Veldhuizen               | Gert-Jan Veldhuizen               | Gert-Jan Veldhuizen |

| Vijfkamp 2018 – Verliezerspoule 2 | Vijfkamp 2018 – Verliezerspoule 2 | Vijfkamp 2018 – Verliezerspoule 2 | Vijfkamp 2018 – Verliezerspoule 2 | Vijfkamp 2018 – Verliezerspoule 2 | Vijfkamp 2018 – Verliezerspoule 2 | Vijfkamp 2018 – Verliezerspoule 2 | Vijfkamp 2018 – Verliezerspoule 2 | Vijfkamp 2018 – Verliezerspoule 2 | Vijfkamp 2018 – Verliezerspoule 2 | Vijfkamp 2018 – Verliezerspoule 2 | Vijfkamp 2018 – Verliezerspoule 2 | Vijfkamp 2018 – Verliezerspoule 2 | Vijfkamp 2018 – Verliezerspoule 2 | 0 - 2         |
| SPELSOORT                         | SPELER                            | PP                                | CAR                               | MOY                               | HS                                | PROP                              | BRT                               | PROP                              | HS                                | MOY                               | CAR                               | PP                                | SPELER                            |               |
| --------------------------------- | --------------------------------- | --------------------------------- | --------------------------------- | --------------------------------- | --------------------------------- | --------------------------------- | --------------------------------- | --------------------------------- | --------------------------------- | --------------------------------- | --------------------------------- | --------------------------------- | --------------------------------- | ------------- |
| Libre                             |                                   | 0                                 | 3                                 | 3,00                              | 3                                 | 3,00                              | 1                                 | 300,00                            | 300                               | 300,00                            | 300                               | 2                                 |                                   | Libre         |
| Ankerkader 47/2                   | 0                                 | 13                                | 4,33                              | 10                                | 9,74                              | 3                                 | 150                               | 188                               | 66,66                             | 200                               | 2                                 | Ankerkader 47/2                   |                                   |               |
| Ankerkader 71/2                   | 0                                 | 130                               | 65,00                             | 82                                | 234,00                            | 2                                 | 270,00                            | 149                               | 75,00                             | 150                               | 2                                 | Ankerkader 71/2                   |                                   |               |
| Bandstoten                        | 0                                 | 21                                | 3,50                              | 7                                 | 45,01                             | 6                                 | 214,33                            | 57                                | 16,66                             | 100                               | 2                                 | Bandstoten                        |                                   |               |
| Driebanden                        | 0                                 | 16                                | 0,444                             | 4                                 | 40,00                             | 36                                | 75,00                             | 5                                 | 0,833                             | 30                                | 2                                 | Driebanden                        |                                   |               |
| Ferry Jong                        | Ferry Jong                        | Ferry Jong                        | PROPMOY                           | PROPMOY                           |                                   | UITSLAG                           | UITSLAG                           | UITSLAG                           |                                   | PROPMOY                           | PROPMOY                           | Sam van Etten                     | Sam van Etten                     | Sam van Etten |
| Ferry Jong                        | Ferry Jong                        | Ferry Jong                        | 66,35                             | 66,35                             | 0-10                              | 0-10                              | 0-10                              | 201,86                            | 201,86                            |                                   |                                   | Sam van Etten                     | Sam van Etten                     | Sam van Etten |

#### om plaats 7
31 maart en 1 april 2018
| Vijfkamp 2018 – om plaats 7 | Vijfkamp 2018 – om plaats 7 | Vijfkamp 2018 – om plaats 7 | Vijfkamp 2018 – om plaats 7 | Vijfkamp 2018 – om plaats 7 | Vijfkamp 2018 – om plaats 7 | Vijfkamp 2018 – om plaats 7 | Vijfkamp 2018 – om plaats 7 | Vijfkamp 2018 – om plaats 7 | Vijfkamp 2018 – om plaats 7 | Vijfkamp 2018 – om plaats 7 | Vijfkamp 2018 – om plaats 7 | Vijfkamp 2018 – om plaats 7 | Vijfkamp 2018 – om plaats 7 | 0 - 2      |
| SPELSOORT                   | SPELER                      | PP                          | CAR                         | MOY                         | HS                          | PROP                        | BRT                         | PROP                        | HS                          | MOY                         | CAR                         | PP                          | SPELER                      |            |
| --------------------------- | --------------------------- | --------------------------- | --------------------------- | --------------------------- | --------------------------- | --------------------------- | --------------------------- | --------------------------- | --------------------------- | --------------------------- | --------------------------- | --------------------------- | --------------------------- | ---------- |
| Libre                       |                             | 0                           | 85                          | 85,00                       | 85                          | 85,00                       | 1                           | 300,00                      | 300                         | 300,00                      | 300                         | 2                           |                             | Libre      |
| Ankerkader 47/2             | 1                           | 200                         | 40,00                       | 133                         | 90,00                       | 5                           | 90,00                       | 91                          | 40,00                       | 200                         | 1                           | Ankerkader 47/2             |                             |            |
| Ankerkader 71/2             | 0                           | 54                          | 6,75                        | 19                          | 24,30                       | 8                           | 67,50                       | 71                          | 18,75                       | 150                         | 2                           | Ankerkader 71/2             |                             |            |
| Bandstoten                  | 2                           | 100                         | 9,09                        | 33                          | 116,90                      | 11                          | 72,48                       | 22                          | 5,63                        | 62                          | 0                           | Bandstoten                  |                             |            |
| Driebanden                  | 0                           | 18                          | 0,545                       | 4                           | 49,09                       | 33                          | 81,81                       | 6                           | 0,909                       | 30                          | 2                           | Driebanden                  |                             |            |
| Gert-Jan Veldhuizen         | Gert-Jan Veldhuizen         | Gert-Jan Veldhuizen         | PROPMOY                     | PROPMOY                     |                             | UITSLAG                     | UITSLAG                     | UITSLAG                     |                             | PROPMOY                     | PROPMOY                     | Ferry Jong                  | Ferry Jong                  | Ferry Jong |
| Gert-Jan Veldhuizen         | Gert-Jan Veldhuizen         | Gert-Jan Veldhuizen         | 73,05                       | 73,05                       | 3-7                         | 3-7                         | 3-7                         | 122,35                      | 122,35                      |                             |                             | Ferry Jong                  | Ferry Jong                  | Ferry Jong |

#### om plaats 5
31 maart en 1 april 2018
| Vijfkamp 2018 – om plaats 5 | Vijfkamp 2018 – om plaats 5 | Vijfkamp 2018 – om plaats 5 | Vijfkamp 2018 – om plaats 5 | Vijfkamp 2018 – om plaats 5 | Vijfkamp 2018 – om plaats 5 | Vijfkamp 2018 – om plaats 5 | Vijfkamp 2018 – om plaats 5 | Vijfkamp 2018 – om plaats 5 | Vijfkamp 2018 – om plaats 5 | Vijfkamp 2018 – om plaats 5 | Vijfkamp 2018 – om plaats 5 | Vijfkamp 2018 – om plaats 5 | Vijfkamp 2018 – om plaats 5 | 2 - 0     |
| SPELSOORT                   | SPELER                      | PP                          | CAR                         | MOY                         | HS                          | PROP                        | BRT                         | PROP                        | HS                          | MOY                         | CAR                         | PP                          | SPELER                      |           |
| --------------------------- | --------------------------- | --------------------------- | --------------------------- | --------------------------- | --------------------------- | --------------------------- | --------------------------- | --------------------------- | --------------------------- | --------------------------- | --------------------------- | --------------------------- | --------------------------- | --------- |
| Libre                       |                             | 2                           | 300                         | 300,00                      | 300                         | 300,00                      | 1                           | 208,00                      | 208                         | 208,00                      | 208                         | 0                           |                             | Libre     |
| Ankerkader 47/2             | 2                           | 200                         | 200,00                      | 200                         | 450,00                      | 1                           | 191,25                      | 85                          | 85,00                       | 85                          | 0                           | Ankerkader 47/2             |                             |           |
| Ankerkader 71/2             | 2                           | 150                         | 50,00                       | 81                          | 180,00                      | 3                           | 37,20                       | 26                          | 10,33                       | 31                          | 0                           | Ankerkader 71/2             |                             |           |
| Bandstoten                  | 2                           | 100                         | 20,00                       | 40                          | 257,20                      | 5                           | 87,44                       | 20                          | 6,80                        | 34                          | 0                           | Bandstoten                  |                             |           |
| Driebanden                  | 2                           | 28                          | 0,560                       | 4                           | 50,40                       | 50                          | 48,60                       | 3                           | 0,540                       | 27                          | 0                           | Driebanden                  |                             |           |
| Sam van Etten               | Sam van Etten               | Sam van Etten               | PROPMOY                     | PROPMOY                     |                             | UITSLAG                     | UITSLAG                     | UITSLAG                     |                             | PROPMOY                     | PROPMOY                     | René Tull                   | René Tull                   | René Tull |
| Sam van Etten               | Sam van Etten               | Sam van Etten               | 247,52                      | 247,52                      | 10-0                        | 10-0                        | 10-0                        | 114,49                      | 114,49                      |                             |                             | René Tull                   | René Tull                   | René Tull |

### Kruisfinale
30 & 31 maart 2018
| Vijfkamp 2018 – Kruisfinale 1 | Vijfkamp 2018 – Kruisfinale 1 | Vijfkamp 2018 – Kruisfinale 1 | Vijfkamp 2018 – Kruisfinale 1 | Vijfkamp 2018 – Kruisfinale 1 | Vijfkamp 2018 – Kruisfinale 1 | Vijfkamp 2018 – Kruisfinale 1 | Vijfkamp 2018 – Kruisfinale 1 | Vijfkamp 2018 – Kruisfinale 1 | Vijfkamp 2018 – Kruisfinale 1 | Vijfkamp 2018 – Kruisfinale 1 | Vijfkamp 2018 – Kruisfinale 1 | Vijfkamp 2018 – Kruisfinale 1 | Vijfkamp 2018 – Kruisfinale 1 | 2 - 0       |
| SPELSOORT                     | SPELER                        | PP                            | CAR                           | MOY                           | HS                            | PROP                          | BRT                           | PROP                          | HS                            | MOY                           | CAR                           | PP                            | SPELER                        |             |
| ----------------------------- | ----------------------------- | ----------------------------- | ----------------------------- | ----------------------------- | ----------------------------- | ----------------------------- | ----------------------------- | ----------------------------- | ----------------------------- | ----------------------------- | ----------------------------- | ----------------------------- | ----------------------------- | ----------- |
| Libre                         |                               | 2                             | 300                           | 300,00                        | 300                           | 300,00                        | 1                             | 300,00                        | 300                           | 300,00                        | 300                           | 2                             |                               | Libre       |
| Ankerkader 47/2               | 2                             | 200                           | 33,33                         | 116                           | 75,00                         | 6                             | 54,00                         | 132                           | 24,00                         | 144                           | 0                             | Ankerkader 47/2               |                               |             |
| Ankerkader 71/2               | 2                             | 150                           | 30,00                         | 54                            | 108,00                        | 5                             | 100,80                        | 68                            | 28,00                         | 140                           | 0                             | Ankerkader 71/2               |                               |             |
| Bandstoten                    | 0                             | 30                            | 10,00                         | 12                            | 128,60                        | 3                             | 428,66                        | 77                            | 33,33                         | 100                           | 2                             | Bandstoten                    |                               |             |
| Driebanden                    | 2                             | 30                            | 0,833                         | 3                             | 75,00                         | 36                            | 67,50                         | 3                             | 0,750                         | 27                            | 0                             | Driebanden                    |                               |             |
| Dave Christiani               | Dave Christiani               | Dave Christiani               | PROPMOY                       | PROPMOY                       |                               | UITSLAG                       | UITSLAG                       | UITSLAG                       |                               | PROPMOY                       | PROPMOY                       | Jos Bongers                   | Jos Bongers                   | Jos Bongers |
| Dave Christiani               | Dave Christiani               | Dave Christiani               | 137,32                        | 137,32                        | 8-4                           | 8-4                           | 8-4                           | 190,19                        | 190,19                        |                               |                               | Jos Bongers                   | Jos Bongers                   | Jos Bongers |

| Vijfkamp 2018 – Kruisfinale 2 | Vijfkamp 2018 – Kruisfinale 2 | Vijfkamp 2018 – Kruisfinale 2 | Vijfkamp 2018 – Kruisfinale 2 | Vijfkamp 2018 – Kruisfinale 2 | Vijfkamp 2018 – Kruisfinale 2 | Vijfkamp 2018 – Kruisfinale 2 | Vijfkamp 2018 – Kruisfinale 2 | Vijfkamp 2018 – Kruisfinale 2 | Vijfkamp 2018 – Kruisfinale 2 | Vijfkamp 2018 – Kruisfinale 2 | Vijfkamp 2018 – Kruisfinale 2 | Vijfkamp 2018 – Kruisfinale 2 | Vijfkamp 2018 – Kruisfinale 2 | 0 - 2          |
| SPELSOORT                     | SPELER                        | PP                            | CAR                           | MOY                           | HS                            | PROP                          | BRT                           | PROP                          | HS                            | MOY                           | CAR                           | PP                            | SPELER                        |                |
| ----------------------------- | ----------------------------- | ----------------------------- | ----------------------------- | ----------------------------- | ----------------------------- | ----------------------------- | ----------------------------- | ----------------------------- | ----------------------------- | ----------------------------- | ----------------------------- | ----------------------------- | ----------------------------- | -------------- |
| Libre                         |                               | 0                             | 84                            | 42,00                         | 70                            | 42,00                         | 2                             | 150,00                        | 191                           | 150,00                        | 300                           | 2                             |                               | Libre          |
| Ankerkader 47/2               | 0                             | 63                            | 63,00                         | 63                            | 141,75                        | 1                             | 450,00                        | 200                           | 200,00                        | 200                           | 2                             | Ankerkader 47/2               |                               |                |
| Ankerkader 71/2               | 0                             | 29                            | 29,00                         | 29                            | 104,40                        | 1                             | 540,00                        | 150                           | 150,00                        | 150                           | 2                             | Ankerkader 71/2               |                               |                |
| Bandstoten                    | 2                             | 100                           | 33,33                         | 72                            | 428,66                        | 3                             | 334,36                        | 65                            | 26,00                         | 78                            | 0                             | Bandstoten                    |                               |                |
| Driebanden                    | 1                             | 30                            | 1,500                         | 8                             | 135,00                        | 20                            | 135,00                        | 5                             | 1,500                         | 30                            | 1                             | Driebanden                    |                               |                |
| Michel van Silfhout           | Michel van Silfhout           | Michel van Silfhout           | PROPMOY                       | PROPMOY                       |                               | UITSLAG                       | UITSLAG                       | UITSLAG                       |                               | PROPMOY                       | PROPMOY                       | Raymund Swertz                | Raymund Swertz                | Raymund Swertz |
| Michel van Silfhout           | Michel van Silfhout           | Michel van Silfhout           | 170,36                        | 170,36                        | 3-7                           | 3-7                           | 3-7                           | 321,87                        | 321,87                        |                               |                               | Raymund Swertz                | Raymund Swertz                | Raymund Swertz |

#### om plaats 3
31 maart en 1 april 2018
| Vijfkamp 2018 – Kleine finale | Vijfkamp 2018 – Kleine finale | Vijfkamp 2018 – Kleine finale | Vijfkamp 2018 – Kleine finale | Vijfkamp 2018 – Kleine finale | Vijfkamp 2018 – Kleine finale | Vijfkamp 2018 – Kleine finale | Vijfkamp 2018 – Kleine finale | Vijfkamp 2018 – Kleine finale | Vijfkamp 2018 – Kleine finale | Vijfkamp 2018 – Kleine finale | Vijfkamp 2018 – Kleine finale | Vijfkamp 2018 – Kleine finale | Vijfkamp 2018 – Kleine finale | 1 - 1               |
| SPELSOORT                     | SPELER                        | PP                            | CAR                           | MOY                           | HS                            | PROP                          | BRT                           | PROP                          | HS                            | MOY                           | CAR                           | PP                            | SPELER                        |                     |
| ----------------------------- | ----------------------------- | ----------------------------- | ----------------------------- | ----------------------------- | ----------------------------- | ----------------------------- | ----------------------------- | ----------------------------- | ----------------------------- | ----------------------------- | ----------------------------- | ----------------------------- | ----------------------------- | ------------------- |
| Libre                         |                               | 1                             | 300                           | 75,00                         | 156                           | 75,00                         | 4                             | 75,00                         | 240                           | 75,00                         | 300                           | 1                             |                               | Libre               |
| Ankerkader 47/2               | 1                             | 200                           | 50                            | 93                            | 112,50                        | 4                             | 112,50                        | 61                            | 50                            | 200                           | 1                             | Ankerkader 47/2               |                               |                     |
| Ankerkader 71/2               | 1                             | 150                           | 21,42                         | 84                            | 77,14                         | 7                             | 77,14                         | 50                            | 21,42                         | 150                           | 1                             | Ankerkader 71/2               |                               |                     |
| Bandstoten                    | 0                             | 9                             | 1,80                          | 5                             | 23,14                         | 5                             | 257,20                        | 43                            | 20,00                         | 100                           | 2                             | Bandstoten                    |                               |                     |
| Driebanden                    | 2                             | 30                            | 1,034                         | 4                             | 93,10                         | 29                            | 62,06                         | 4                             | 0,689                         | 20                            | 0                             | Driebanden                    |                               |                     |
| Jos Bongers                   | Jos Bongers                   | Jos Bongers                   | PROPMOY                       | PROPMOY                       |                               | UITSLAG                       | UITSLAG                       | UITSLAG                       |                               | PROPMOY                       | PROPMOY                       | Michel van Silfhout           | Michel van Silfhout           | Michel van Silfhout |
| Jos Bongers                   | Jos Bongers                   | Jos Bongers                   | 76,17                         | 76,17                         | 5-5                           | 5-5                           | 5-5                           | 116,77                        | 116,77                        |                               |                               | Michel van Silfhout           | Michel van Silfhout           | Michel van Silfhout |

Op zaterdagavond 31 maart knapten 2 lampen boven de tafels 2 en 3. De partij op tafel 3 was al beëindigd terwijl die op tafel 2 tussen van Silfhout en Bongers nog in volle 

gang was (bandstoten). Het gebeurde bij de stand 45 tegen 4 in het voordeel van Van Silfhout die aan tafel stond en aan zijn totaal van 45 inmiddels twee caramboles had
 
toegevoegd. De wedstrijdleider besloot de partij te staken en deze tegelijk met de finale uit te spelen. Het bleek een goede keuze want het restant werd uitgespeeld toen Bongers
 
na 4 partijen een voorsprong had genomen met 5-3 in partijpunten. Van Silfhout trok de stand gelijk waardoor een shoot-out noodzakelijk werd om te bepalen wie de bronzen
 
podiumplek zou veroveren. 
In deze ontmoeting werd 3x remise gespeeld. Het lot bepaalde dat de shoot-out zou worden gespeeld in het Ankerkader 71/2.

Van Silfhout ging van acquit uit met 30 waarna Bongers in de gelijkmakende beurt tot slecht 8 caramboles kwam.

#### Finale
31 maart en 1 april 2018
| Vijfkamp 2018 – Finale | Vijfkamp 2018 – Finale | Vijfkamp 2018 – Finale | Vijfkamp 2018 – Finale | Vijfkamp 2018 – Finale | Vijfkamp 2018 – Finale | Vijfkamp 2018 – Finale | Vijfkamp 2018 – Finale | Vijfkamp 2018 – Finale | Vijfkamp 2018 – Finale | Vijfkamp 2018 – Finale | Vijfkamp 2018 – Finale | Vijfkamp 2018 – Finale | Vijfkamp 2018 – Finale | 2 - 0           |
| SPELSOORT              | SPELER                 | PP                     | CAR                    | MOY                    | HS                     | PROP                   | BRT                    | PROP                   | HS                     | MOY                    | CAR                    | PP                     | SPELER                 |                 |
| ---------------------- | ---------------------- | ---------------------- | ---------------------- | ---------------------- | ---------------------- | ---------------------- | ---------------------- | ---------------------- | ---------------------- | ---------------------- | ---------------------- | ---------------------- | ---------------------- | --------------- |
| Libre                  |                        | 0                      | 3                      | 3,00                   | 3                      | 3,00                   | 1                      | 300,00                 | 300                    | 300,00                 | 300                    | 2                      |                        | Libre           |
| Ankerkader 47/2        | 2                      | 200                    | 200,00                 | 200                    | 450,00                 | 1                      | 105,75                 | 47                     | 47,00                  | 47                     | 0                      | Ankerkader 47/2        |                        |                 |
| Ankerkader 71/2        | 2                      | 150                    | 37,50                  | 111                    | 135,00                 | 4                      | 79,20                  | 47                     | 22,00                  | 88                     | 0                      | Ankerkader 71/2        |                        |                 |
| Bandstoten             | 2                      | 100                    | 12,50                  | 45                     | 160,75                 | 8                      | 94,84                  | 19                     | 7,37                   | 59                     | 0                      | Bandstoten             |                        |                 |
| Driebanden             | 0                      | 26                     | 1,040                  | 6                      | 93,60                  | 25                     | 108,00                 | 4                      | 1,200                  | 30                     | 2                      | Driebanden             |                        |                 |
| Raymund Swertz         | Raymund Swertz         | Raymund Swertz         | PROPMOY                | PROPMOY                |                        | UITSLAG                | UITSLAG                | UITSLAG                |                        | PROPMOY                | PROPMOY                | Dave Christiani        | Dave Christiani        | Dave Christiani |
| Raymund Swertz         | Raymund Swertz         | Raymund Swertz         | 168,47                 | 168,47                 | 6-4                    | 6-4                    | 6-4                    | 137,55                 | 137,55                 |                        |                        | Dave Christiani        | Dave Christiani        | Dave Christiani |

## Eindstand

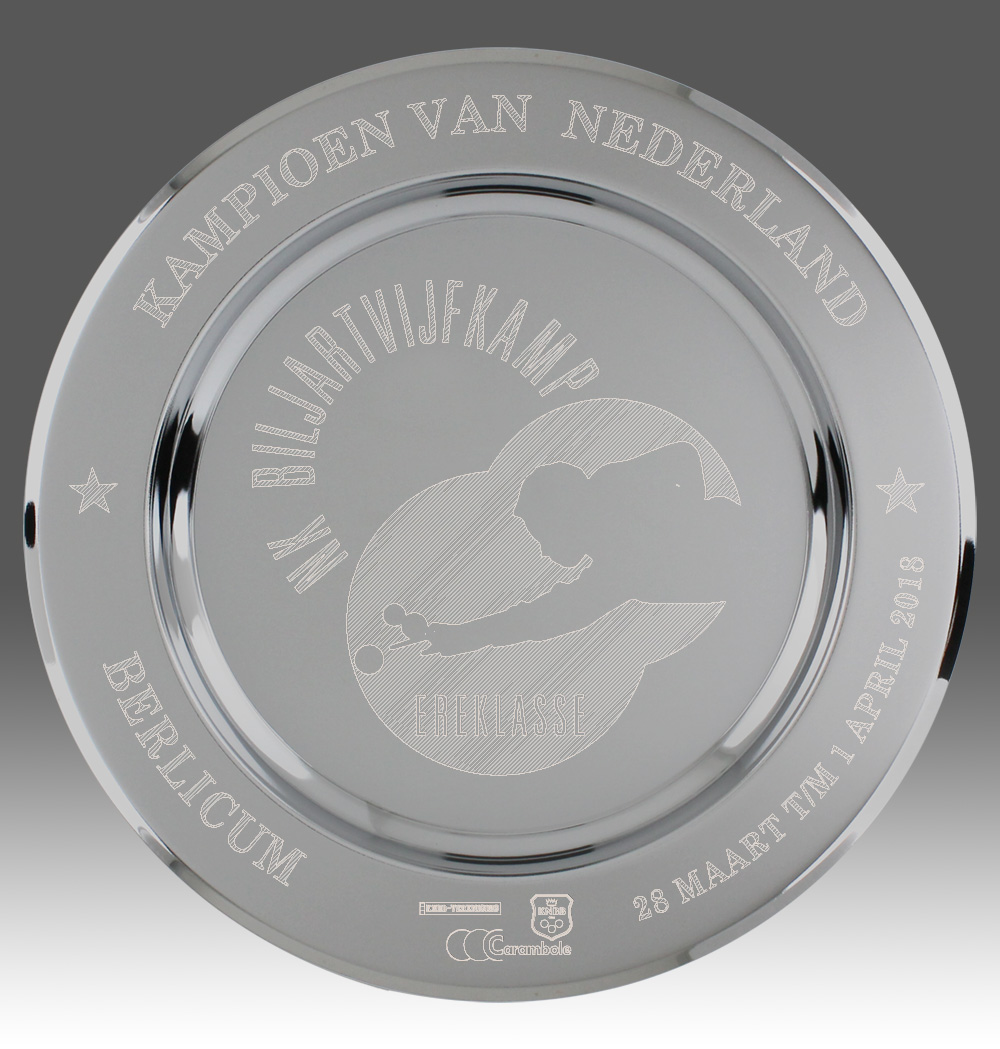
De kampioensschaal 2018

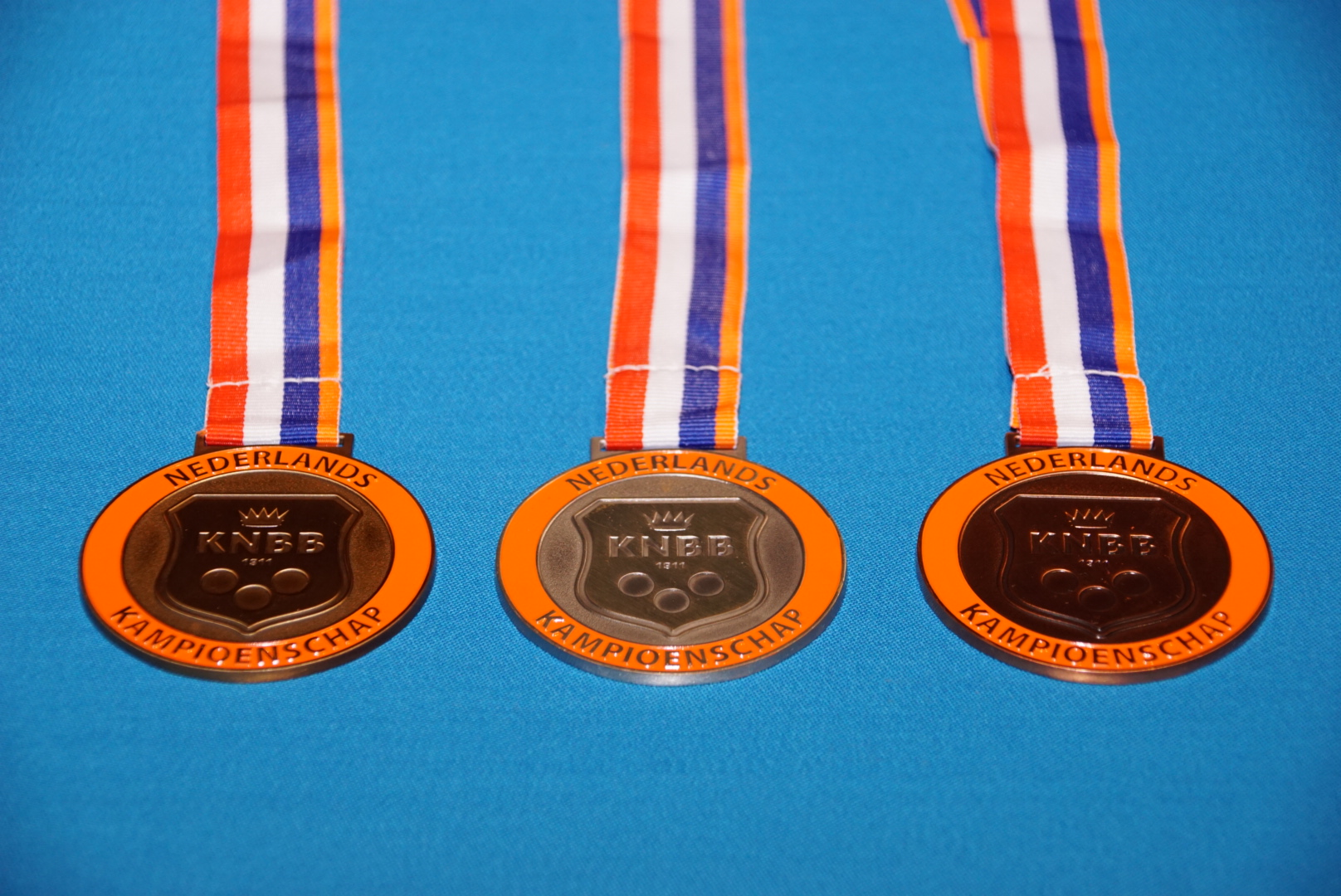
Medailles NK Biljartvijfkamp 2018

| EINDSTAND NK BILJARTVIJFKAMP 2018 | EINDSTAND NK BILJARTVIJFKAMP 2018 | EINDSTAND NK BILJARTVIJFKAMP 2018 | EINDSTAND NK BILJARTVIJFKAMP 2018 | EINDSTAND NK BILJARTVIJFKAMP 2018 |
|                                   | SPELER                            | MP                                | PP                                | PROP                              |
| --------------------------------- | --------------------------------- | --------------------------------- | --------------------------------- | --------------------------------- |
|                                   | Raymund Swertz                    | 9                                 | 34                                | 156,91                            |
|                                   | Dave Christiani                   | 6                                 | 34                                | 111,76                            |
|                                   | Michel van Silfhout               | 5                                 | 25                                | 87,81                             |
| 4                                 | Jos Bongers                       | 5                                 | 24                                | 102,91                            |
| 5                                 | Sam van Etten                     | 7                                 | 32                                | 161,76                            |
| 6                                 | René Tull                         | 4                                 | 20                                | 55,52                             |
| 7                                 | Ferry Jong                        | 4                                 | 16                                | 60,25                             |
| 8                                 | Gert-Jan Veldhuizen               | 0                                 | 11                                | 69,37                             |
|                                   |                                   |                                   |                                   |                                   |

### Eindstanden per spelsoort
| NK Biljartvijfkamp 2018 - spelsoort LIBRE | NK Biljartvijfkamp 2018 - spelsoort LIBRE | NK Biljartvijfkamp 2018 - spelsoort LIBRE | NK Biljartvijfkamp 2018 - spelsoort LIBRE | NK Biljartvijfkamp 2018 - spelsoort LIBRE | NK Biljartvijfkamp 2018 - spelsoort LIBRE | NK Biljartvijfkamp 2018 - spelsoort LIBRE | NK Biljartvijfkamp 2018 - spelsoort LIBRE | NK Biljartvijfkamp 2018 - spelsoort LIBRE |
| RANG                                      | SPELER                                    | GESP                                      | PP                                        | CAR                                       | BRT                                       | MOY                                       | PMOY                                      | HS                                        |
| ----------------------------------------- | ----------------------------------------- | ----------------------------------------- | ----------------------------------------- | ----------------------------------------- | ----------------------------------------- | ----------------------------------------- | ----------------------------------------- | ----------------------------------------- |
| 1                                         | Sam van Etten                             | 5                                         | 8                                         | 1205                                      | 5                                         | 241,00                                    | 300,00                                    | 300                                       |
| 2                                         | Dave Christiani                           | 5                                         | 8                                         | 1202                                      | 6                                         | 200,33                                    | 300,00                                    | 300                                       |
| 3                                         | Raymund Swertz                            | 5                                         | 6                                         | 903                                       | 7                                         | 129,00                                    | 300,00                                    | 300                                       |
| 4                                         | René Tull                                 | 5                                         | 6                                         | 1116                                      | 19                                        | 58,73                                     | 300,00                                    | 300                                       |
| 5                                         | Jos Bongers                               | 5                                         | 5                                         | 1329                                      | 9                                         | 147,66                                    | 300,00                                    | 300                                       |
| 6                                         | Michel van Silfhout                       | 5                                         | 4                                         | 1110                                      | 14                                        | 79,28                                     | 100,00                                    | 296                                       |
| 7                                         | Ferry Jong                                | 5                                         | 3                                         | 733                                       | 12                                        | 61,08                                     | 300,00                                    | 300                                       |
| 8                                         | Gert-Jan Veldhuizen                       | 5                                         | 2                                         | 800                                       | 12                                        | 66,66                                     | 300,00                                    | 300                                       |
| TOTAAL                                    | TOTAAL                                    | TOTAAL                                    | TOTAAL                                    | 8398                                      | 84                                        | 99,97                                     | 300,00                                    | 300                                       |
|                                           |                                           |                                           |                                           |                                           |                                           |                                           |                                           |                                           |

| NK Biljartvijfkamp 2018 - spelsoort ANKERKADER 47/2 | NK Biljartvijfkamp 2018 - spelsoort ANKERKADER 47/2 | NK Biljartvijfkamp 2018 - spelsoort ANKERKADER 47/2 | NK Biljartvijfkamp 2018 - spelsoort ANKERKADER 47/2 | NK Biljartvijfkamp 2018 - spelsoort ANKERKADER 47/2 | NK Biljartvijfkamp 2018 - spelsoort ANKERKADER 47/2 | NK Biljartvijfkamp 2018 - spelsoort ANKERKADER 47/2 | NK Biljartvijfkamp 2018 - spelsoort ANKERKADER 47/2 | NK Biljartvijfkamp 2018 - spelsoort ANKERKADER 47/2 |
| RANG                                                | SPELER                                              | GESP                                                | PP                                                  | CAR                                                 | BRT                                                 | MOY                                                 | PMOY                                                | HS                                                  |
| --------------------------------------------------- | --------------------------------------------------- | --------------------------------------------------- | --------------------------------------------------- | --------------------------------------------------- | --------------------------------------------------- | --------------------------------------------------- | --------------------------------------------------- | --------------------------------------------------- |
| 1                                                   | Raymund Swertz                                      | 5                                                   | 9                                                   | 1000                                                | 9                                                   | 111,11                                              | 200,00                                              | 200                                                 |
| 2                                                   | Sam van Etten                                       | 5                                                   | 8                                                   | 877                                                 | 10                                                  | 87,70                                               | 200,00                                              | 200                                                 |
| 3                                                   | Dave Christiani                                     | 5                                                   | 6                                                   | 708                                                 | 28                                                  | 25,28                                               | 100,00                                              | 116                                                 |
| 4                                                   | Michel van Silfhout                                 | 5                                                   | 5                                                   | 705                                                 | 20                                                  | 35,25                                               | 50,00                                               | 88                                                  |
| 5                                                   | Jos Bongers                                         | 5                                                   | 4                                                   | 832                                                 | 17                                                  | 48,94                                               | 100,00                                              | 134                                                 |
| 6                                                   | René Tull                                           | 5                                                   | 4                                                   | 599                                                 | 30                                                  | 19,96                                               | 25,00                                               | 87                                                  |
| 7                                                   | Ferry Jong                                          | 5                                                   | 3                                                   | 696                                                 | 27                                                  | 25,77                                               | 50,00                                               | 95                                                  |
| 8                                                   | Gert-Jan Veldhuizen                                 | 5                                                   | 1                                                   | 531                                                 | 17                                                  | 31,23                                               | 40,00                                               | 133                                                 |
| TOTAAL                                              | TOTAAL                                              | TOTAAL                                              | TOTAAL                                              | 5948                                                | 158                                                 | 37,64                                               | 200,00                                              | 200                                                 |
|                                                     |                                                     |                                                     |                                                     |                                                     |                                                     |                                                     |                                                     |                                                     |

| NK Biljartvijfkamp 2018 - spelsoort ANKERKADER 71/2 | NK Biljartvijfkamp 2018 - spelsoort ANKERKADER 71/2 | NK Biljartvijfkamp 2018 - spelsoort ANKERKADER 71/2 | NK Biljartvijfkamp 2018 - spelsoort ANKERKADER 71/2 | NK Biljartvijfkamp 2018 - spelsoort ANKERKADER 71/2 | NK Biljartvijfkamp 2018 - spelsoort ANKERKADER 71/2 | NK Biljartvijfkamp 2018 - spelsoort ANKERKADER 71/2 | NK Biljartvijfkamp 2018 - spelsoort ANKERKADER 71/2 | NK Biljartvijfkamp 2018 - spelsoort ANKERKADER 71/2 |
| RANG                                                | SPELER                                              | GESP                                                | PP                                                  | CAR                                                 | BRT                                                 | MOY                                                 | PMOY                                                | HS                                                  |
| --------------------------------------------------- | --------------------------------------------------- | --------------------------------------------------- | --------------------------------------------------- | --------------------------------------------------- | --------------------------------------------------- | --------------------------------------------------- | --------------------------------------------------- | --------------------------------------------------- |
| 1                                                   | Sam van Etten                                       | 5                                                   | 10                                                  | 750                                                 | 18                                                  | 41,66                                               | 75,00                                               | 149                                                 |
| 2                                                   | Dave Christiani                                     | 5                                                   | 6                                                   | 642                                                 | 23                                                  | 27,91                                               | 50,00                                               | 139                                                 |
| 3                                                   | René Tull                                           | 5                                                   | 6                                                   | 540                                                 | 33                                                  | 16,36                                               | 30,00                                               | 88                                                  |
| 4                                                   | Raymund Swertz                                      | 5                                                   | 4                                                   | 459                                                 | 17                                                  | 27,00                                               | 150,00                                              | 150                                                 |
| 5                                                   | Ferry Jong                                          | 5                                                   | 4                                                   | 529                                                 | 27                                                  | 19,59                                               | 37,50                                               | 105                                                 |
| 6                                                   | Gert-Jan Veldhuizen                                 | 5                                                   | 4                                                   | 536                                                 | 29                                                  | 18,48                                               | 50,00                                               | 96                                                  |
| 7                                                   | Jos Bongers                                         | 5                                                   | 3                                                   | 657                                                 | 31                                                  | 21,19                                               | 21,42                                               | 84                                                  |
| 8                                                   | Michel van Silfhout                                 | 5                                                   | 3                                                   | 511                                                 | 30                                                  | 17,03                                               | 21,42                                               | 80                                                  |
| TOTAAL                                              | TOTAAL                                              | TOTAAL                                              | TOTAAL                                              | 4624                                                | 208                                                 | 22,23                                               | 150,00                                              | 150                                                 |
|                                                     |                                                     |                                                     |                                                     |                                                     |                                                     |                                                     |                                                     |                                                     |

| NK Biljartvijfkamp 2018 - spelsoort BANDSTOTEN | NK Biljartvijfkamp 2018 - spelsoort BANDSTOTEN | NK Biljartvijfkamp 2018 - spelsoort BANDSTOTEN | NK Biljartvijfkamp 2018 - spelsoort BANDSTOTEN | NK Biljartvijfkamp 2018 - spelsoort BANDSTOTEN | NK Biljartvijfkamp 2018 - spelsoort BANDSTOTEN | NK Biljartvijfkamp 2018 - spelsoort BANDSTOTEN | NK Biljartvijfkamp 2018 - spelsoort BANDSTOTEN | NK Biljartvijfkamp 2018 - spelsoort BANDSTOTEN |
| RANG                                           | SPELER                                         | GESP                                           | PP                                             | CAR                                            | BRT                                            | MOY                                            | PMOY                                           | HS                                             |
| ---------------------------------------------- | ---------------------------------------------- | ---------------------------------------------- | ---------------------------------------------- | ---------------------------------------------- | ---------------------------------------------- | ---------------------------------------------- | ---------------------------------------------- | ---------------------------------------------- |
| 1                                              | Raymund Swertz                                 | 5                                              | 8                                              | 478                                            | 30                                             | 15,93                                          | 20,00                                          | 84                                             |
| 2                                              | Michel van Silfhout                            | 5                                              | 8                                              | 449                                            | 42                                             | 10,69                                          | 33,33                                          | 73                                             |
| 3                                              | Sam van Etten                                  | 5                                              | 6                                              | 423                                            | 34                                             | 12,44                                          | 20,00                                          | 57                                             |
| 4                                              | Jos Bongers                                    | 5                                              | 6                                              | 324                                            | 39                                             | 8,30                                           | 33,33                                          | 77                                             |
| 5                                              | Dave Christiani                                | 5                                              | 4                                              | 366                                            | 40                                             | 9,15                                           | 20,00                                          | 51                                             |
| 6                                              | René Tull                                      | 5                                              | 4                                              | 338                                            | 57                                             | 5,92                                           | 10,00                                          | 65                                             |
| 7                                              | Gert-Jan Veldhuizen                            | 5                                              | 2                                              | 355                                            | 50                                             | 7,10                                           | 9,09                                           | 33                                             |
| 8                                              | Ferry Jong                                     | 5                                              | 2                                              | 322                                            | 70                                             | 4,60                                           | 4,76                                           | 27                                             |
| TOTAAL                                         | TOTAAL                                         | TOTAAL                                         | TOTAAL                                         | 3055                                           | 362                                            | 8,43                                           | 33,33                                          | 84                                             |
|                                                |                                                |                                                |                                                |                                                |                                                |                                                |                                                |                                                |

| NK Biljartvijfkamp 2018 - spelsoort DRIEBANDEN | NK Biljartvijfkamp 2018 - spelsoort DRIEBANDEN | NK Biljartvijfkamp 2018 - spelsoort DRIEBANDEN | NK Biljartvijfkamp 2018 - spelsoort DRIEBANDEN | NK Biljartvijfkamp 2018 - spelsoort DRIEBANDEN | NK Biljartvijfkamp 2018 - spelsoort DRIEBANDEN | NK Biljartvijfkamp 2018 - spelsoort DRIEBANDEN | NK Biljartvijfkamp 2018 - spelsoort DRIEBANDEN | NK Biljartvijfkamp 2018 - spelsoort DRIEBANDEN |
| RANG                                           | SPELER                                         | GESP                                           | PP                                             | CAR                                            | BRT                                            | MOY                                            | PMOY                                           | HS                                             |
| ---------------------------------------------- | ---------------------------------------------- | ---------------------------------------------- | ---------------------------------------------- | ---------------------------------------------- | ---------------------------------------------- | ---------------------------------------------- | ---------------------------------------------- | ---------------------------------------------- |
| 1                                              | Dave Christiani                                | 5                                              | 10                                             | 150                                            | 145                                            | 1,034                                          | 1,200                                          | 7                                              |
| 2                                              | Raymund Swertz                                 | 5                                              | 7                                              | 146                                            | 127                                            | 1,149                                          | 1,500                                          | 6                                              |
| 3                                              | Jos Bongers                                    | 5                                              | 6                                              | 140                                            | 171                                            | 0,818                                          | 1,034                                          | 5                                              |
| 4                                              | Sam van Etten                                  | 5                                              | 6                                              | 119                                            | 177                                            | 0,672                                          | 0,963                                          | 5                                              |
| 5                                              | Michel van Silfhout                            | 5                                              | 5                                              | 138                                            | 152                                            | 0,907                                          | 1,500                                          | 8                                              |
| 6                                              | Ferry Jong                                     | 5                                              | 4                                              | 105                                            | 180                                            | 0,583                                          | 0,909                                          | 6                                              |
| 7                                              | Gert-Jan Veldhuizen                            | 5                                              | 2                                              | 106                                            | 183                                            | 0,579                                          | 0,666                                          | 5                                              |
| 8                                              | René Tull                                      | 5                                              | 0                                              | 91                                             | 211                                            | 0,431                                          | geen                                           | 5                                              |
| TOTAAL                                         | TOTAAL                                         | TOTAAL                                         | TOTAAL                                         | 995                                            | 1346                                           | 0,739                                          | 1,500                                          | 8                                              |
|                                                |                                                |                                                |                                                |                                                |                                                |                                                |                                                |                                                |

Amsterdam 1943 · 
Rotterdam 1944 · 
Eindhoven 1969 · 
Stein 1970 · 
Enschede 1978 · 
Amersfoort 1979 · 
Steenbergen 1981 · 
Hulst 1982 · 
Biddinghuizen 1983 · 
Harlingen 1984 · 
Leeuwarden 1985 · 
Gorssel 1986 · 
St. Annaparochie1987 · 
Wijchen 1991 ·  
Gorssel 1992 · 
Hengelo (O) 1993 · 
Borne 1994 · 
Haarlo 2008 · 
Haarlo 2009 · 
Haarlo 2010 · 
Haarlo 2011 · 
Haarlo 2012 · 
Haarlo 2014 · 
Haarlo 2016 · 
Berlicum 2018 · 
nnb 2020